# Alfred S. Sussman
Alfred Sheppard Sussman (* 4. Juli 1919 in Portsmouth (Virginia); †  19. November 2001) war ein US-amerikanischer Botaniker und Mykologe.
Sussman wuchs in New York auf und erhielt seinen Bachelor of Science von der University of Connecticut im Jahr 1941. Anschließend diente er im Sanitätsdienst der US Army. 1948 schloss er seinen Master ab und 1949 wurde er von der Harvard University promoviert.
Ab 1950 war Sussman an der University of Michigan, von 1961 bis 1990 als Professor. Sein Forschungsschwerpunkt war der Schlauchpilz Neurospora.